# Ponte Abbadesse
Ponte Abbadesse è una frazione del comune di Cesena e fa parte del quartiere Cesuola. La popolazione è di 5 262 abitanti.
È attraversata dal torrente Cesuola che, dalle colline, arriva fino alla "Portaccia" di via Felice Cavallotti.

## Storia
A fianco del Cimitero monumentale sono stati trovati resti di capanne preistoriche.
La denominazione deriva delle benedettine del monastero dei Santi Giacomo e Filippo, già esistente nel IX secolo, poi trasferitosi nel centro di Cesena (Ex-convento di San Biagio). La tradizione degli ordini femminili è stata ripresa dal 1960 dalle suore di clausura che seguono la spiritualità francescana Cappuccina.
Il paese viene menzionato tra i sobborghi di Cesena anche dal decreto della Repubblica Cisalpina, mentre nel 1829 risulta avere 623 abitanti, che diventano 753 nel 1866.
A Ponte Abbadesse è posto il cimitero monumentale.

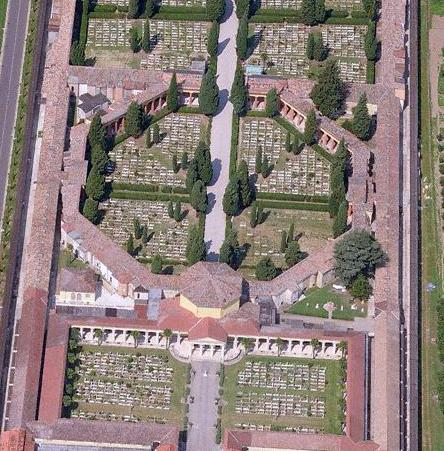
Cimitero monumentale di Ponte delle Abbadesse

## Cultura

### Scuole
A Ponte Abbadesse sono presenti anche la scuola materna e le scuole elementari dedicate a Don Carlo Baronio.